# Cantó d'Albi-Oest
El cantó d'Albi-Oest és un cantó francès del departament del Tarn, a la regió d'Occitània. Està situat al districte d'Albi i té 3 municipis. El cap cantonal és Albi.

## Municipis
- Albi
- Marçac de Tarn
- Terçac

## Història
| Data d'elecció                           | Identitat     | Partit | Qualitat |
| ---------------------------------------- | ------------- | ------ | -------- |
| 1995-                                    | Jacques Valax | PS     |          |
| les dades anteriors no són pas conegudes |               |        |          |
|                                          |               |        |          |

## Demografia
| 1962 | 1968 | 1975 | 1982 | 1990 | 1999  | 2006   |
| ---- | ---- | ---- | ---- | ---- | ----- | ------ |
|      |      |      |      |      | 9.836 | 10.838 |